# 洪洲乡
洪洲乡，是中华人民共和国河南省新乡市辉县市下辖的一个乡镇级行政单位。

## 行政区划
洪洲乡下辖以下地区：
西孟庄村、新乡庄村、五里河村、茅草庄村、西土楼村、四里庙村和大刘庄村。